# Engelbert Schmitz
Engelbert Schmitz (geboren 1682 in Oberdrees; gestorben 22. Dezember 1767) war ein deutscher Zisterzienser. Von 1728 bis 1747 amtierte er als Abt des Klosters Heisterbach.

## Leben
Engelbert Schmitz war der Sohn des Schultheißen Anton Schmitz aus Oberdrees († 25. April 1742) und dessen Ehefrau Margaretha, geb. Wingens († 9. März 1720). Seine Profess legte er 1706 ab, die Priesterweihe empfing er 1710. Nach dem Tod des Vorgängerabts Adam Pangh wurde er im April 1728 zum neuen Abt des Klosters Heisterbach gewählt. Die Benediktion nahm Weihbischof Franz Kaspar von Franken-Siersdorf aus Köln am 4. Juli 1728 vor. Im Jahr 1731 übernahm er das Amt des Generalvikars für die sächsischen, westfälischen und rheinischen Ordensprovinzen. Engelbert Schmitz starb nach fast zwanzigjähriger Amtszeit am 27. Dezember 1747.